# Studio Mebius
Studio Mebius是Visual Art's所屬的日本成人遊戲品牌，與「Studio Ring」為姊妹品牌。品牌名稱的由來是莫比烏斯帶，有無限大可能性的意義。

## 作品列表

### Studio Mebius
- （1995年5月）
- （1997年3月28日）
- （1999年9月10日）
- SNOW（2003年1月31日）
- （2004年4月23日）
- （2004年9月24日）
- SNOW FULL VOICE VERSION（2004年9月24日）
- THE GOD OF DEATH（2005年7月29日）
- SNOW 〜Plus Edition〜（2006年9月29日）
- （2008年11月28日）
- （2009年4月24日）
- THE GOD OF DEATH -Standard Edition-（2009年10月30日）
- （2011年2月4日）

### Studio Ring
- （2003年12月26日）
- （2004年12月24日）
- （2005年4月15日）
- （2005年6月24日）
- （2005年10月21日）
- （2005年10月28日）
- （2007年6月29日）
- （2007年8月3日）
- （2007年9月14日）
- （2008年3月14日）
- （2010年10月29日）

## 外部連結
- Studio Mebius官方網站（页面存档备份，存于）（日語）
- Studio Ring官方網站（日語）